# Contratenor
Als Contratenor bezeichnet man in der Musik des Mittelalters und der Renaissance eine Gegenstimme zum Tenor, der für den Cantus firmus zuständigen Hauptstimme.
Contratenor-Stimmen kommen zuerst im 14. Jahrhundert vor. Während zu Beginn des Jahrhunderts bei dreistimmigen Stücken noch die Kombination zweier hoher Stimmen (Duplum und Triplum) mit einer tiefen Stimme (Tenor) die Regel ist, ändert sich das im Verlauf des Jahrhunderts: An die Stelle der Triplumstimme tritt die Contratenorstimme, die meist in der gleichen Lage geführt wird wie die Tenorstimme.
Bis ins 15. Jahrhundert hinein lassen sich zwei Typen von Contratenorstimmen unterscheiden: Der erste Typus hat einen ähnlichen Rhythmus wie der dabei meist schlichte Tenor. Beim zweiten Typ bildet der Contratenor komplizierte Gegenrhythmen zu den anderen Stimmen und ist auffällig sprunghaft.
Beim Übergang in die Vierstimmigkeit teilt sich der Contratenor in
- contratenor altus, die hohe Gegenstimme zum Tenor; diese Stimme wurde in der Regel von hohen Männerstimmen ausgeführt und lebt in den Bezeichnungen Altus bzw. Countertenor für falsettierende männliche Sänger fort
- contratenor bassus, die tiefe Gegenstimme zum Tenor

In bestimmten musikalischen Formen konnten die Contratenor-Stimmen auch instrumental ausgeführt werden.